# 뤄빈지
뤄빈지(중국어: 駱賓基, 1917년 ~ 1994년)는 중국 현대의 소설가이다.
지린성 훈춘시 출신으로서 중학교 재학 시절이던 1931년에 일어난 만주사변(滿洲事變)을 맞아 의용군에 참가하였고, 후에 상하이로 가서 창작을 시작했다. 얼마 후에 항일전에 투신, 활약했고, 그 경험에서 단편집 <대상하이(大上海)의 하루>(1939)를 발표하여 항전문학의 드문 명작이라고 칭찬받았다. 그 후 각지를 전전하며 단편집 <북망원(北望園)의 봄>(1947), 자서전적 장편 <혼돈(混沌)>(1947) 등을 발표했다. 섬세한 관찰과 묘사력에 뛰어난 이색(異色) 작가의 한 사람이다.